# Prøvebillede
Prøvebilleder af forskellig udformning, har gennem hele fjernsynets tid været brugt for at indstille eller kontrollere billedkvaliteten på modtageapparatet.
Den mest kendte person, der lavede et prøvebillede er den danske ingeniør Finn Hendil der arbejdede for Philips; Han lavede PM5544, en generator der lavede farveprøvebilleder.

## Eksterne kilder og henvisninger
- Wikimedia Commons har flere filer relateret til Prøvebillede
- Prøvebilleder Arkiveret 30. marts 2014 hos  Wayback Machine  (Webside ikke længere tilgængelig)

| Fjernsyn | Spire Denne artikel om radio- og fjernsyns-teknologi er en spire som bør udbygges. Du er velkommen til at hjælpe Wikipedia ved at udvide den. |